# Беглитис, Панайотис
Панайотис Беглитис (греч. Πάνος Μπεγλίτης, 25 февраля 1958, Коринф) — греческий политик, член партии ПАСОК, бывший министр национальной обороны Греции (2011).

## Биографические сведения
Изучал право в Афинском университете и дипломатию в Национальной школе государственного управления. Получил степень магистра международного права и международных отношений в Сорбонне на стипендию Фонда Александра Онассиса. Женат на Марии Гаргали, имеет двоих общих детей.
В 1987 поступил на дипломатическую службу при Министерстве иностранных дел Греции. В период 1992—1996 годов был членом Постоянного представительства Греции в Европейском Союзе, а в период 1999—2004 годов — директором информационной службы Министерства иностранных дел. В 2004 году избран депутатом Европарламента от ПАСОК. На выборах 2007 года избран депутатом от Коринфа по спискам ПАСОК и переизбран в 2009 году. С октября 2009 года занимал должность заместителя министра обороны в правительстве Йоргоса Папандреу. В 2011 назначен министром национальной обороны Греции.
После отставки Йоргоса Папандреу и формирования коалиционного правительства во главе с Лукасом Пападимосом, Панайотис Беглитис заменен 11 ноября 2011 года на должности министра национальной обороны Димитрисом Аврамопулосом.